# Mrčun
Mrčun je priimek več znanih Slovencev:
- Janez Mrčun (*1966), matematik in topolog